# Batujaya (Batuceper)
Batujaya is een bestuurslaag in het regentschap Tangerang van de provincie Banten, Indonesië. Batujaya telt 11.546 inwoners (volkstelling 2010).